# Pilosité des aisselles
La pilosité des aisselles ou pilosité axillaire est la présence de poils sous les aisselles.

## Développement et fonction
La pilosité des aisselles fonctionne comme le reste de la pilosité humaine : elle commence à apparaître au début de la puberté et sa croissance s'arrête vers la fin de l'adolescence.

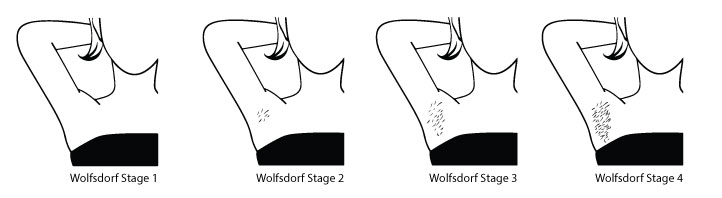
La classification de Wolfsdorf.

Elle passe par 4 phases de développement, causées par les androgènes et par la testostérone. Comme la classification de Tanner pour la pilosité pubienne, la pilosité axillaire se définit par la classification de Wolfsdorf.
- Phase 1 : aisselles glabres
- Phase 2 : aisselles légèrement poilues, généralement au début de la puberté
- Phase 3 : poils présents sous les bras
- Phase 4 : pilosité adulte

Un médecin peut évaluer le développement d'un enfant à l'aide de sa pilosité axillaire.
L'utilité des poils sous les bras est toujours matière à débat. Une possibilité est que les poils puissent naturellement séparer la transpiration et toute autre forme d'humidité de la peau, ce qui aide à sa ventilation. Les bactéries s'éloignent donc elles aussi de la peau.

## Perception culturelle

### Épilation
Sénèque le Jeune suggère que l'épilation des poils des aisselles est une pratique commune dans la Rome antique : « Ici l’on affiche trop d’apprêt, là, trop de négligence ; l’un s’épile jusqu’aux jambes, l’autre néglige même ses aisselles. »
Il est commun en Occident que les femmes s'épilent les poils axillaires. Les hommes des générations plus âgées ne coupent ou rasent généralement pas leurs aisselles, mais la pratique prend en ampleur chez les hommes plus jeunes : par exemple, aux États-Unis, 9 % des hommes de 45 à 60 ans se rasent ou coupent leur pilosité des aisselles, pour 73 % des hommes de 15 à 20 ans.
Il s'agit parfois de raisons religieuses : par exemple, dans certaines cultures musulmanes, les hommes et les femmes ôtent leurs poils d'aisselles pour atteindre les recommandations d'hygiène. Le retrait des poils d'aisselles fait partie des recommandations hygiéniques et esthétiques de Mahomet (570-632).
Des sportifs de haut niveau ôtent aussi leur pilosité : par exemple, les nageurs enlèvent une grande partie de leurs poils, y compris ceux de leurs aisselles, pour être plus lisses pendant les courses[réf. souhaitée].
Pour des raisons cosmétiques, il est d'usage de s'épiler chez les bodybuilders et catcheurs. La motivation esthétique prend de l'ampleur vers 1915 aux États-Unis et au Royaume-Uni, quand plusieurs magazines commencent à montrer des femmes en robe avec des aisselles épilées. Le rasage fréquent devient possible avec le rasoir de sûreté au début du XXe siècle. Il est rapidement adopté par certains pays anglophones, en particulier en Amérique du Nord, mais ne devient une généralité en Europe qu'après la Seconde Guerre mondiale,.

### Teintures
Certaines personnes choisissent de teindre leurs poils axillaires.

## Dans l'art
La pilosité pubienne gagne en popularité dans les œuvres d'art avec le temps : c'est le contraire pour la pilosité des aisselles, les poils apparaissant de moins en moins dans l'art moderne.